# Hawaz
Hawaz – wieś w Syrii, w muhafazie Aleppo, w dystrykcie As-Safira. W 2004 roku liczyła 2415 mieszkańców.